# Maxi Jazz
Maxwell Fraser (14. června 1957, Brixton – 23. prosince 2022, Londýn), známý jménem Maxi Jazz, byl anglický hudebník, rapper a zpěvák a skladatel, známý hlavně jako zpěvák britské kapely Faithless.

## Hudební kariéra
Jazz jako DJ založil Soul Food Cafe System v roce 1984, když se o rok dříve seznámil s hip hopem. Nejprve vysílal hudbu jako DJ, který v roce 1985/6 vydal pirátskou rozhlasovou stanici "Reach FM - Londýn" v roce 1987. V roce 1987 převedl svoje vysílání na pirátskou rozhlasovou stanici LWR.
V roce 1989 získal The Soul Food Cafe Band Tam Tam Records, což je taneční křídlo Savage Records. Jazz založil Namu Records v roce 1992, aby uvolnil materiál skupiny v podobě tří EP a skupina se zúčastnila turné jako podpůrný akt různým umělcům, včetně Jamiroquai v Amsterdamu; Soul II Soul v Barceloně; Galliano ve Švýcarsku; a Jason Rebello v Brazílii. V roce 1996 Maxi Jazz a Soul Food Cafe nahráli a vydali album Original Groovejuice vol.1 s firmou Revco Records v Deptfordu v jižním Londýně. Po rozpuštění kapely pracoval Jazz po celé Evropě a vynaložil čas na spolupráci s Jahem Wobblem na albu Invaders of the Heart, po kterém následovaly živé koncerty s Wobble Collective.